# Papaver chelidoniifolium
Papaver chelidoniifolium är en vallmoväxtart som beskrevs av Pierre Edmond Boissier och Buhse. Papaver chelidoniifolium ingår i släktet vallmor, och familjen vallmoväxter. Utöver nominatformen finns också underarten P. c. tenuisectum.